# Erik Haula
Erik Haula (* 23. března 1991 Pori) je finský hokejový útočník hrající v severoamerické National Hockey League (NHL) za tým New Jersey Devils. Byl draftován v roce 2009 v 7. kole ze 182. pozice týmem Minnesota Wild.

## Hráčská kariéra

### Začátky
Haula se ještě v juniorských letech přesunul z Finska do zámoří, kde v minnesotském městě Faribault nastupoval v sezóně 2008/09 za zdejší mužstvo Shattuck-Saint Mary's. V této sezóně si připsal 24 branek a 55 asistencí, které činili 79 kanadských bodů v 49 utkáních, ke kterým nastoupil. V březnu 2009 ho angažovala Minnesotská univerzita. Tím se stal po Rakušanovi Thomasi Vanekovi teprve druhým hráčem narozeným mimo Severní Ameriku, který nastoupil za univerzitní mužstvo Minnesota Golden Gophers. O 3 měsíce později, dne 27. června 2009, si ho v 7. kole draftu NHL 2009 vybral tým Minnesota Wild jako 182. celkově.
Předtím než se stal hráčem Minnesotské univerzity, nastupoval Haula v sezóně 2009/10 za tým Omaha Lancers v United States Hockey League (USHL). Jeho 28 gólů a 44 asistencí s celkovým plusovým skórem plus-minus +36 pomohlo Lancers zvítězit v západní divizi základní části. V jediné sezóně v USHL v níž nastoupil, byl jmenován do All-Stars a nováčkovského týmu této ligy.
Po odchodu z USHL, zaznamenal Haula v 114 utkáních celkově 124 bodů (42 branek a 82 asistencí) ve třech sezónách v Golden Gophers. Následně se rozhodl zřeknout se jednoho roku v soutěži dospělých a podepsal jako profesionál s Wild.

### Profesionální kariéra
Dne 7. dubna 2013 uzavřelo vedení Minnesoty Wild s Haulou nováčkovskou smlouvu. Během sezóny 2013/14 si ho dne 29. listopadu 2013 vedení klubu stáhlo z jejich farmářského mužstva Iowa Wild v American Hockey League (AHL), aby mohl v dresu Wilds odehrát svůj první zápas v National Hockey League (NHL). V tomto duelu s Coloradem Avalanche zaznamenal svůj první bod, když přihrával na branku Danyho Heatleyho. Dne 9. prosince byl poslán zpět do Ioway. Po návratu do Minnesoty, 18. ledna 2014, zaznamenal svou první branku v NHL, když v 1. třetině duelu proti Dallasu Stars překonal krajana Kariho Lehtonena. Během play-off si v 13 utkáních připsal 4 branky a 3 asistence.
Před následujícím ročníkem 2014/15 se nedohodl s Minnesotou na podobě nové smlouvy, a tak obě strany čekalo arbitráži řízení u nezávislého soudce. Ten nakonec rozhodl, že Haula dostane od Wilds dvouletou jednocestnou smlouvu ve výši 1 miliónu amerických dolarů.
Sezóna 2015/16 byla pro Haulu odrazovým můstkem, když si v ní vytvořil osobní maximum v počtu branek (14), asistencí (20) a kanadských bodů (34) o více než dvojnásobek ve všech těchto kategoriích oproti jeho předchozímu maximu. Většinu tohoto ročníku plnil úlohu centra ve třetí formaci spolu s Ninem Niederreiterem a Jasonem Pominvillem, která se rychle stala dosti efektivní.

## Klubové statistiky
| Sezona      | Klub                     | Soutěž      | Základní část | Základní část | Základní část | Základní část | Základní část | Play off | Play off | Play off | Play off | Play off |
| Sezona      | Klub                     | Soutěž      | Z             | G             | A             | B             | TM            | Z        | G        | A        | B        | TM       |
| ----------- | ------------------------ | ----------- | ------------- | ------------- | ------------- | ------------- | ------------- | -------- | -------- | -------- | -------- | -------- |
| 2008/09     | Shattuck-Saint Mary's    | Midget AAA  | 49            | 24            | 55            | 79            | 42            | —        | —        | —        | —        | —        |
| 2009/10     | Omaha Lancers            | USHL        | 56            | 28            | 44            | 72            | 59            | 8        | 2        | 9        | 11       | 2        |
| 2010/11     | Minnesota Golden Gophers | WCHA        | 34            | 6             | 18            | 24            | 22            | —        | —        | —        | —        | —        |
| 2011/12     | Minnesota Golden Gophers | WCHA        | 43            | 20            | 29            | 49            | 30            | —        | —        | —        | —        | —        |
| 2012/13     | Minnesota Golden Gophers | WCHA        | 37            | 16            | 35            | 51            | 14            | —        | —        | —        | —        | —        |
| 2012/13     | Houston Aeros            | AHL         | 6             | 0             | 2             | 2             | 2             | 5        | 1        | 1        | 2        | 4        |
| 2013/14     | Iowa Wild                | AHL         | 31            | 14            | 13            | 27            | 14            | —        | —        | —        | —        | —        |
| 2013/14     | Minnesota Wild           | NHL         | 46            | 6             | 9             | 15            | 29            | 13       | 4        | 3        | 7        | 0        |
| 2014/15     | Minnesota Wild           | NHL         | 72            | 7             | 7             | 14            | 32            | 2        | 1        | 0        | 1        | 0        |
| 2015/16     | Minnesota Wild           | NHL         | 76            | 14            | 20            | 34            | 24            | 5        | 1        | 3        | 4        | 2        |
| 2016/17     | Minnesota Wild           | NHL         | 72            | 15            | 11            | 26            | 28            | 4        | 0        | 1        | 1        | 0        |
| 2017/18     | Vegas Golden Knights     | NHL         | 76            | 29            | 26            | 55            | 37            | 20       | 3        | 6        | 9        | 27       |
| 2018/19     | Vegas Golden Knights     | NHL         | 15            | 2             | 5             | 7             | 10            | —        | —        | —        | —        | —        |
| 2019/20     | Carolina Hurricanes      | NHL         | 41            | 12            | 10            | 22            | 20            | —        | —        | —        | —        | —        |
| 2019/20     | Florida Panthers         | NHL         | 7             | 0             | 2             | 2             | 2             | 4        | 1        | 0        | 1        | 0        |
| 2020/21     | Nashville Predators      | NHL         | 51            | 9             | 12            | 21            | 14            | 6        | 1        | 3        | 4        | 4        |
| 2021/22     | Boston Bruins            | NHL         | 78            | 18            | 26            | 44            | 47            | 7        | 1        | 2        | 3        | 8        |
| 2022/23     | New Jersey Devils        | NHL         | 80            | 14            | 27            | 41            | 47            | 12       | 4        | 2        | 6        | 15       |
| 2023/24     | New Jersey Devils        | NHL         | 76            | 16            | 19            | 35            | 54            | —        | —        | —        | —        | —        |
| NHL celkově | NHL celkově              | NHL celkově | 690           | 142           | 174           | 316           | 344           | 73       | 16       | 20       | 36       | 56       |

### Reprezentační statistiky
| 2008            | Finsko          | SP do 17 let    | 6. místo         | 5  | 2  | 8  | 10 | 18 |
| 2008            | Finsko 18       | MS18            | 6. místo         | 6  | 1  | 3  | 4  | 2  |
| 2009            | Finsko 18       | MS18            | Bronzová medaile | 6  | 3  | 1  | 4  | 2  |
| 2011            | Finsko 20       | MSJ             | 6. místo         | 6  | 4  | 3  | 7  | 10 |
| 2014            | Finsko          | MS              | Stříbrná medaile | 6  | 0  | 1  | 1  | 2  |
| 2016            | Finsko          | SP              | 8. místo         | 1  | 0  | 0  | 0  | 0  |
| Junioři celkově | Junioři celkově | Junioři celkově | Junioři celkově  | 23 | 10 | 15 | 25 | 32 |
| Senioři celkově | Senioři celkově | Senioři celkově | Senioři celkově  | 7  | 0  | 1  | 1  | 2  |

## Ocenění a úspěchy
| Ocenění            | Sezóna / Rok | Ref.  |
| ------------------ | ------------ | ----- |
| All-WCHA druhý tým | 2012/13      | [ 7 ] |

#### Profily
- Erik Haula – statistiky na Hockeydb.com (anglicky)
- Erik Haula – statistiky na Elite Prospects (anglicky)
- Erik Haula – statistiky na NHL.com